# Питулонгу (Олбија-Темпио)
Питулонгу је насеље у Италији у округу Сасари, региону Сардинија.
Према процени из 2011. у насељу је живело 683 становника. Насеље се налази на надморској висини од 9 м.